# Franziska Ehmcke
Franziska Ehmcke (* 1947 in Hamburg) ist eine deutsche Japanologin.

## Leben
Sie studierte Japanologie, Sinologie sowie Allgemeine und Vergleichende Sprachwissenschaft an der Universität Hamburg. Von 1973 bis 1974 hatte sie ein DAAD-Promotionsstipendium an der Universität Tōhoku. Nach der Promotion 1978 in Japanologie in Hamburg war sie von 1978 bis 1986 wissenschaftliche Assistentin am Ostasiatischen Seminar der Universität zu Köln, Abteilung Japanologie. Von 1986 bis 1993 war sie freiberufliche Übersetzerin und Autorin. Von 1994 bis 2012 lehrte sie als Professorin an der Universität zu Köln, Leiterin der Abteilung Japanologie am Ostasiatischen Seminar und Vorstandsmitglied des CAS – Centrum für Asien-Studien (ehemals Zentrum für Inter- und Transkulturelle Studien CITS) der Philosophischen Fakultät.
Ihre Forschungsschwerpunkte sind Kulturwissenschaften und Geistesgeschichte Japans. Sie publizierte zahlreiche Beiträge zu Kultur, Alltagskultur, Kunst und Religion Japans.

## Schriften (Auswahl)
- Die Erziehungsphilosophie von Obara Kuniyoshi. Dargestellt an der „Erziehung des ganzen Menschen“. Ein Beitrag zur Erziehung in Japan. Hamburg 1979, OCLC 256018105.
- Der japanische Tee-Weg. Bewusstseinsschulung und Gesamtkunstwerk. Köln 1991, ISBN 3-7701-2290-9.
- Faszination Ikebana. Kulturgeschichte der japanischen Blumenkunst. Köln 1996, ISBN 3-7701-2921-0.
- als Herausgeberin mit Antje Lemberg und Chantal Weber: Japan immer wieder neu gesehen. Perspektiven der Japanforschung an der Universität zu Köln. Berlin 2013, ISBN 978-3-643-12057-1.